# Академическая улица (Екатеринбург)
Академи́ческая у́лица — улица в жилом районе «Втузгородок» Кировского административного района Екатеринбурга.

## Расположение и благоустройство
Улица идёт с запада на восток параллельно улице Ботаническая. Начинается от Т-образного перекрёстка с улицей Гагарина и заканчивается у улицы Студенческой. Пересекается с улицами Мира и Комсомольской. Справа на улицу выходит улица Софьи Ковалевской. Протяжённость улицы составляет около 1100 метров. Ширина проезжей части — около 7 м (две полосы движения). Движение от улицы Студенческая до улицы Гагарина одностороннее, в западном направлении.
На протяжении улицы имеются два светофора и два нерегулируемых пешеходных перехода. С обеих сторон улица оборудована тротуарами.

## История
Улица впервые показана как планируемая на плане Свердловска 1932 года, названия не имела. Более подробно улица показана на городских планах 1939 и 1942 годов, где она уже носит собственное название. На планах этих же годов, а также на плане 1947 года показана административная застройка на месте современного комплекса зданий УРО РАН (квартал улиц Академическая — Комсомольская — Софьи Ковалевской). В первой половине 1960-х годов улица была застроена среднеэтажными жилыми домами типовых серий. Более поздняя застройка представлена слабо.

## Здания и сооружения
Внимание! Этот раздел содержит информацию по состоянию на май 2012 года.
По нечётной стороне:
- № 1 (Гагарина, 5) — 2-этажный 25-квартирный шлакоблочный жилой дом 1953 года постройки;
- № 3 — 2-этажный 33-квартирный шлакоблочный жилой дом 1953 года постройки;
- № 5 — 1-этажное административное здание;
- № 7 (Мира, 7) — 5-этажный 80-квартирный панельный жилой дом 1961 года постройки;
- № 9 — 5-этажный 40-квартирный панельный жилой дом 1961 года постройки;
- № 11 — 5-этажный 60-квартирный панельный жилой дом 1963 года постройки;
- № 11а — 10-этажный 96-квартирный кирпичный жилой дом 1985 года постройки;
- № 13 — 5-этажный 45-квартирный панельный жилой дом 1963 года постройки;
- № 15 — 5-этажный 60-квартирный панельный жилой дом 1963 года постройки;
- № 17 — 5-этажный 40-квартирный кирпичный жилой дом 1963 года постройки;
- № 19 — 5-этажный 76-квартирный кирпичный жилой дом 1964 года постройки;
- № 19а — 5-этажный 80-квартирный кирпичный жилой дом 1963 года постройки;
- № 19б — 5-этажный 40-квартирный кирпичный жилой дом 1963 года постройки;
- № 21 — средняя общеобразовательная школа № 43;
- № 23 — 6-этажный 80-квартирный кирпичный жилой дом 1962 года постройки;
- № 23а — 5-этажный 40-квартирный кирпичный жилой дом 1962 года постройки;
- № 23б — 5-этажный 40-квартирный кирпичный жилой дом 1962 года постройки;
- № 25 — 5-этажный 40-квартирный кирпичный жилой дом 1964 года постройки;
- № 27 (Комсомольская, 14) — 6-этажный 80-квартирный кирпичный жилой дом 1962 года постройки;
- № 29 (Комсомольская, 17) — 5-этажный 76-квартирный кирпичный жилой дом 1963 года постройки.

По чётной стороне:
- № 4 — 5-этажный 60-квартирный панельный жилой дом 1967 года постройки;
- № 8 — 5-этажный 121-квартирный кирпичный жилой дом 1973 года постройки;
- № 8а — детский сад № 423;
- № 10 — 5-этажный 56-квартирный панельно-блочный жилой дом 1964 года постройки;
- № 16 — гимназия № 108;
- № 16а — 4-этажное административное здание;
- № 20 — Институт высокотемпературной электрохимии УРО РАН;
- № 22 (Комсомольская, 19) — 5-этажный 58-квартирный кирпичный жилой дом 1961 года постройки;
- № 24 — 5-этажный 61-квартирный панельно-блочный жилой дом 1964 года постройки;
- № 26 — 5-этажный 80-квартирный панельно-блочный жилой дом 1962 года постройки;
- № 28 — 5-этажный 38-квартирный кирпичный жилой дом 1962 года постройки;
- № 28б — клиника «Академическая»;
- № 30 — 5-этажный 56-квартирный кирпичный жилой дом 1964 года постройки.

## Транспорт
Внимание! Этот раздел содержит информацию по состоянию на июнь 2023 года.

### Наземный общественный транспорт
- Остановка «Академическая»:

Автобус: № 58, 75, 90, 114,056, 070, 082;
Троллейбус: № 6, 20, 32, 37;
- Остановка «Мира» (Академическая):

Троллейбус: № 6, 20, 32, 37;
Автобус: № 070.

### Ближайшие станции метро
Действующих станций метро поблизости нет. В отдалённой перспективе в 200 метрах севернее от начала улицы планируется строительство станции 3-й линии Екатеринбургского метрополитена  «Гагаринская», а примерно в 1 км к югу от конца улицы — строительство станции 2-й линии метрополитена  «Студенческая».